# بخش واستینا
بخش واستینا (به سوئدی: Vadstena kommun) یک ناحیه شهری در سوئد است که در شهرستان اوستر گوتلاند واقع شده‌است.

## خواهرخوانده
شهرهای Naantali, Bogense, Svelvik و Patreksfjörður خواهرخوانده‌های بخش واستینا هستند.